# Strade provinciali della provincia del Verbano-Cusio-Ossola
Questo è un elenco delle strade provinciali presenti sul territorio della provincia del Verbano-Cusio-Ossola, e di competenza della provincia stessa:

## SP 1 - SP 99
| Numero   | Denominazione                                                                                                  | Inizio                                                               | Fine                                                                  | Km     |
| -------- | --- | -------------------------------------------------------------------- | --------------------------------------------------------------------- | ------ |
| SP 34    | dell'Alto Vergante                                                                                             | Confine con la Provincia di Novara nel comune di Brovello-Carpugnino | SP 39 nel comune di Brovello-Carpugnino                               | 3,539  |
| SP 38    | di Brisino e Magognino                                                                                         | SP 39 presso Vedasco (Stresa)                                        | SP 34 nel comune di Brovello-Carpugnino                               | 4,025  |
| SP 39    | delle due Riviere                                                                                              | del Sempione a Stresa                                                | Confine con la Provincia di Novara nel comune di Brovello-Carpugnino  | 10,524 |
| SP 40    | Baveno-Levo-Panorama                                                                                           | del Sempione a Baveno                                                | SP 39 presso Panorama (Gignese)                                       | 7,757  |
| SP 41    | del Mottarone                                                                                                  | Confine con la Provincia di Novara nel comune di Gignese             | Mottarone (Stresa)                                                    | 2,557  |
| SP 42    | Armeno-Omegna                                                                                                  | SS 229 nel comune di Omegna                                          | Confine con la Provincia di Novara presso Pescone (Omegna)            | 3,737  |
| SP 46    | Occidentale del Lago d'Orta                                                                                    | Confine con la Provincia di Novara nel comune di Arola               | SS 229 a Omegna                                                       | 9,005  |
| SP 49    | di Madonna del Sasso                                                                                           | Confine con la Provincia di Novara a Centonara (Madonna del Sasso)   | Madonna del Sasso                                                     | 5,492  |
| SP 50    | di Arola | SP 46 presso Molino (Arola)                                          | Arola                                                                 | 2,492  |
| SP 51    | delle Quarne                                                                                                   | SP 46 a Cireggio (Omegna)                                            | Quarna Sopra                                                          | 6,180  |
| SP 52    | di Valle Strona                                                                                                | SS 229 a Crusinallo (Omegna)                                         | Campello Monti (Valstrona)                                            | 18,685 |
| SP 52/a  | di Germagno | SP 52 nel comune di Omegna                                           | SP 128 a Germagno                                                     | 2,424  |
| SP 52/b  | di Loreglia | SP 52 nel comune di Loreglia                                         | SP 128 a Loreglia                                                     | 2,845  |
| SP 52/c  | di Massiola | SP 52 nel comune di Massiola                                         | Massiola                                                              | 2,163  |
| SP 53    | di Casale Corte Cerro                                                                                          | SS 229 a Crusinallo (Omegna)                                         | SS 229 a Casale Corte Cerro                                           | 4,409  |
| SP 54    | del Lago di Mergozzo                                                                                           | del Lago Maggiore a Fondotoce (Verbania)                             | SP 166 presso Cuzzago (Premosello-Chiovenda)                          | 11,452 |
| SP 54/a  | di Montorfano                                                                                                  | del Lago Maggiore nel comune di Verbania                             | SP 54 a Mergozzo                                                      | 3,219  |
| SP 55    | Intra-Premeno                                                                                                  | Intra (Verbania)                                                     | SP 56 a Premeno                                                       | 9,239  |
| SP 56    | Premeno-Colle                                                                                                  | SP 55 a Premeno                                                      | SP 92 a Colle (Oggebbio)                                              | 13,065 |
| SP 57    | di Vignone | SP 55 ad Arizzano                                                    | SP 55 a Bureglio (Vignone)                                            | 2,306  |
| SP 58    | di Miazzina | SP 59 a Cambiasca                                                    | SP 131 a Miazzina                                                     | 5,202  |
| SP 59    | di Valle Intrasca                                                                                              | Trobaso (Verbania)                                                   | SP 133 ad Aurano                                                      | 9,767  |
| SP 59/a  | di Caprezzo | SP 59 presso Ramello (Cambiasca)                                     | Caprezzo                                                              | 2,971  |
| SP 59/b  | di Intragna | SP 59 nel comune di Intragna                                         | Intragna                                                              | 3,464  |
| SP 60    | di Cossogno | SP 61 presso Trobaso (Verbania)                                      | Cossogno                                                              | 2,260  |
| SP 61    | Trobaso-Fondotoce                                                                                              | Trobaso (Verbania)                                                   | SP 54 a Fondotoce (Verbania)                                          | 3,464  |
| SP 62    | Santino-Rovegro                                                                                                | SP 61 presso Santino (San Bernardino Verbano)                        | SP 90 a Rovegro (San Bernardino Verbano)                              | 3,870  |
| SP 63    | Ghiffa-Oggebbio                                                                                                | del Lago Maggiore a Lauro (Ghiffa)                                   | SP 134 a Barbè (Oggebbio)                                             | 9,050  |
| SP 64    | Cannero-Trarego                                                                                                | del Lago Maggiore a Cannero Riviera                                  | SP 92 presso Trarego (Trarego Viggiona)                               | 6,952  |
| SP 65    | di Pieve Vergonte                                                                                              | I tronco: SP 166 presso Migiandone (Ornavasso)                       | SS 549 a Piedimulera                                                  | 12,710 |
| SP 65    | di Pieve Vergonte                                                                                              | II tronco: SS 549 a Piedimulera                                      | SP 166 presso Pallanzeno                                              | 1,896  |
| ex SP 66 | di Macugnaga * Ora di Macugnaga. È stata classificata come strada provinciale dal 2008 al 2021.                | SP 166 nel comune di Vogogna                                         | Pecetto (Macugnaga)                                                   | 30,740 |
| SP 66/a  | di Calasca | SS 549 a Val Bianca (Calasca-Castiglione)                            | Calasca (Calasca-Castiglione)                                         | 2,002  |
| SP 66/b  | di Bannio | SS 549 a Pontegrande (Bannio Anzino)                                 | Bannio (Bannio Anzino)                                                | 1,430  |
| SP 67    | di Valle Antrona                                                                                               | SP 166 a Villadossola                                                | SP 141 ad Antrona Schieranco                                          | 16,240 |
| SP 68    | di Valle Bognanco                                                                                              | Domodossola                                                          | San Lorenzo (Bognanco)                                                | 9,882  |
| SP 69    | di Beura | SP 166 nel comune di Vogogna                                         | SP 71 presso Croppo (Trontano)                                        | 11,239 |
| SP 70/a  | di Trontano | SP 71 presso Croppo (Trontano)                                       | Trontano                                                              | 3,970  |
| SP 70/b  | di Craveggia                                                                                                   | della Val Vigezzo a Santa Maria Maggiore                             | Vocogno (Craveggia)                                                   | 3,585  |
| SP 70/c  | di Villette | della Val Vigezzo nel comune di Malesco                              | SP 145 a Villette                                                     | 1,975  |
| SP 71    | di Masera | I tronco: SP 166 a Domodossola                                       | della Val Vigezzo nel comune di Masera                                | 3,017  |
| SP 71    | di Masera | II tronco: della Val Vigezzo nel comune di Masera                    | SP 166 a Crevoladossola                                               | 1,896  |
| SP 71/a  | di Montecrestese                                                                                               | SP 71 a Pontetto (Montecrestese)                                     | Chiesa (Montecrestese)                                                | 2,500  |
| SP 72    | Crevoladossola-Pontemaglio                                                                                     | SP 166 a Crevoladossola                                              | di Valle Antigorio e Val Formazza presso Pontemaglio (Crevoladossola) | 3,550  |
| SP 73    | Crodo-Mozzio-Cravegna                                                                                          | di Valle Antigorio e Val Formazza a Crodo                            | di Valle Antigorio e Val Formazza nel comune di Baceno                | 10,832 |
| SP 74    | Baceno-Goglio                                                                                                  | di Valle Antigorio e Val Formazza a Baceno                           | Goglio (Baceno)                                                       | 6,968  |
| ex SP 75 | di Valle Cannobina * Ora della Valle Cannobina. È stata classificata come strada provinciale dal 2001 al 2021. | del Lago Maggiore a Cannobio                                         | della Val Vigezzo a Malesco                                           | 25,550 |
| SP 75/a  | di Falmenta | SS 631 nel comune di Valle Cannobina                                 | Falmenta (Valle Cannobina)                                            | 3,444  |
| SP 75/b  | di Gurro | SS 631 nel comune di Gurro                                           | Gurro                                                                 | 4,342  |
| SP 75/c  | di Orasso | SS 631 nel comune di Valle Cannobina                                 | Orasso (Valle Cannobina)                                              | 0,280  |
| SP 75/d  | di Cursolo | SS 631 nel comune di Valle Cannobina                                 | Cursolo (Valle Cannobina)                                             | 1,365  |
| SP 88    | della Colma | Confine con la Provincia di Vercelli nel comune di Arola             | Arola                                                                 | 5,471  |
| SP 90    | Rovegro-Cicogna                                                                                                | SP 62 a Rovegro (San Bernardino Verbano)                             | Cicogna (Cossogno)                                                    | 7,516  |
| SP 91    | di Esio | SP 55 presso Pian Nava (Bee)                                         | Esio (Premeno)                                                        | 1,293  |
| SP 92    | Colle-Trarego                                                                                                  | SP 56 a Colle (Oggebbio)                                             | SP 64 presso Trarego (Trarego Viggiona)                               | 10,420 |
| SP 93    | Varzo-Gebbo | SP 166 a Varzo                                                       | SP 153 presso Gebbo (Varzo)                                           | 7,503  |
| ex SP 94 | di Traffiume * Dismessa nel 2016 e trasferita al demanio del comune di Cannobio                                | del Lago Maggiore a Cannobio                                         | SS 631 presso Traffiume (Cannobio)                                    | 2,295  |
| ex SP 95 | del Passo di San Giacomo * Dismessa in seguito alla chiusura della dogana al Passo di San Giacomo              | di Valle Antigorio e Val Formazza presso La Frua (Formazza)          | Passo di San Giacomo (confine con la Svizzera)                        | 11,200 |

## SP 100 - SP 199
| Numero    | Denominazione                                                                                                 | Inizio                                               | Fine                                                      | Km     |
| --------- | --- | ---------------------------------------------------- | --------------------------------------------------------- | ------ |
| SP 115    | di Craveggia Bis                                                                                              | I tronco: della Val Vigezzo nel comune di Malesco    | Località In Re (Craveggia)                                | 1,734  |
| SP 115    | di Craveggia Bis                                                                                              | II tronco: della Val Vigezzo nel comune di Craveggia | SP 70/b a Craveggia                                       | 1,761  |
| SP 116    | Ornavasso-Candoglia                                                                                           | SP 166 a Ornavasso                                   | SP 54 a Candoglia (Mergozzo)                              | 0,897  |
| SP 117    | Vogogna-Pieve Vergonte                                                                                        | SP 166 a Vogogna                                     | SP 65 a (Pieve Vergonte)                                  | 1,596  |
| SP 118    | Villadossola-Beura                                                                                            | SP 166 presso Villadossola                           | SP 69 presso Cuzzego (Beura-Cardezza)                     | 6,762  |
| ex SP 119 | di Caddo * Dismessa nel 1994 e trasferita al demanio dei comuni di Crevoladossola e di Domodossola            | SP 166 a Preglia (Crevoladossola)                    | SP 68 a Domodossola                                       | 3,276  |
| SP 120    | di Trasquera                                                                                                  | SP 93 nel comune di Varzo                            | Bugliaga (Trasquera)                                      | 7,456  |
| SP 125    | di Belgirate                                                                                                  | del Sempione a Belgirate                             | SP 38 a Magognino (Stresa)                                | 4,310  |
| SP 127    | di Pettenasco                                                                                                 | SP 42 ad Agrano (Omegna)                             | Confine con la Provincia di Novara nel comune di Omegna   | 1,240  |
| SP 128    | Germagno-Loreglia                                                                                             | SP 52/a Germagno                                     | SP 52/b a Loreglia                                        | 2,356  |
| SP 129    | di Chesio | SP 52/b nel comune di Loreglia                       | Chesio (Loreglia)                                         | 0,868  |
| SP 130    | di Santino | SP 62 a Santino (San Bernardino Verbano)             | Ompio (San Bernardino Verbano)                            | 7,683  |
| SP 131    | dell'Alpe Pala                                                                                                | SP 58 a Miazzina                                     | Alpe Pala (Miazzina)                                      | 1,872  |
| SP 132    | di Scareno | SP 59 nel comune di Aurano                           | Scareno (Aurano)                                          | 2,967  |
| SP 133    | di Piancavallo                                                                                                | SP 59 ad Aurano                                      | SP 56 presso Piancavallo (Oggebbio)                       | 5,425  |
| SP 134    | di Oggiogno                                                                                                   | del Lago Maggiore a Resiga (Oggebbio)                | Oggiogno (Cannero Riviera)                                | 4,116  |
| SP 135    | di Colloro | SP 166 a Premosello-Chiovenda                        | Colloro (Premosello-Chiovenda)                            | 4,040  |
| SP 136    | di Fomarco | SP 65 nel comune di Pieve Vergonte                   | Fomarco (Pieve Vergonte)                                  | 1,960  |
| SP 137    | di Cimamulera                                                                                                 | SS 549 nel comune di Piedimulera                     | Cimamulera (Piedimulera)                                  | 1,576  |
| SP 138    | di Calasca Bis                                                                                                | SS 549 nel comune di Calasca-Castiglione             | Boretta (Calasca-Castiglione)                             | 2,435  |
| SP 139    | di Anzino | SP 66/b nel comune di Bannio Anzino                  | Anzino (Bannio Anzino)                                    | 1,673  |
| SP 140    | di Cardezza                                                                                                   | SP 69 nel comune di Beura-Cardezza                   | Cardezza (Beura-Cardezza)                                 | 2,963  |
| SP 141    | di Cheggio | SP 67 ad Antrona Schieranco                          | Cheggio (Antrona Schieranco)                              | 7,202  |
| ex SP 142 | di Caddo Bis * Dismessa nel 1994 e trasferita al demanio dei comuni di Crevoladossola e di Domodossola        | SP 166 nel comune di Crevoladossola                  | Caddo (Crevoladossola)                                    | 0,590  |
| SP 143    | di Altoggio                                                                                                   | SP 71/a nel comune di Montecrestese                  | Altoggio (Montecrestese)                                  | 4,128  |
| SP 144    | di Coimo | della Val Vigezzo nel comune di Druogno              | Coimo (Druogno)                                           | 0,824  |
| SP 145    | di Villette Bis                                                                                               | della Val Vigezzo nel comune di Villette             | SP 70/c a Villette                                        | 1,199  |
| SP 146    | di Olgia | della Val Vigezzo nel comune di Re                   | Olgia (Re)                                                | 4,885  |
| SP 147    | di Crino | SP 73 nel comune di Crodo                            | SS 659 di Valle Antigorio e Val Formazza a Crino (Baceno) | 1,460  |
| ex SP 152 | Anzola-Cuzzago * Dismessa nel 1994                                                                            | SP 65 nel comune di Anzola d'Ossola                  | SP 166 a Cuzzago (Premosello-Chiovenda)                   | 1,396  |
| SP 153    | di San Domenico                                                                                               | SP 93 presso Gebbo (Varzo)                           | San Domenico (Varzo)                                      | 3,563  |
| SP 160    | di Luzzogno                                                                                                   | SP 52 presso Strona (Valstrona)                      | Luzzogno (Valstrona)                                      | 1,845  |
| SP 161    | di Someraro                                                                                                   | SP 40 a Someraro (Stresa)                            | del Sempione a Stresa                                     | 3,572  |
| SP 162    | di Vagna | Domodossola                                          | Vallesone (Domodossola)                                   | 9,701  |
| SP 163    | di Riceno | del Sempione nel comune di Varzo -                   | SP 93 a Varzo                                             | 2,198  |
| SP 166    | della Val d'Ossola                                                                                            | I tronco: Ornavasso                                  | Domodossola                                               | 25,540 |
| SP 166    | della Val d'Ossola                                                                                            | II tronco: Domodossola                               | del Sempione nel comune di Varzo                          | 7,000  |
| ex SP 167 | Feriolo-Fondotoce * Ora raccordo del Sempione. È stata classificata come strada provinciale dal 2001 al 2021. | del Sempione a Feriolo (Baveno)                      | del Lago Maggiore a Fondotoce (Verbania)                  | 1,999  |

## SP 200 - SP 299
| Numero    | Denominazione                                                                                        | Inizio | Fine                                | Km     |
| --------- | --- | --- | ----------------------------------- | ------ |
| ex SP 229 | del Lago d'Orta *Ora del Lago d'Orta. È stata classificata come strada provinciale dal 2008 al 2021. | Confine con la provincia di Novara nel comune di Omegna * Il rimanente tratto della strada è in provincia di Novara | del Lago Maggiore a Gravellona Toce | 10,596 |

## SR
Questo è invece un elenco di quelle strade statali, presenti sul territorio della provincia del Verbano Cusio Ossola, che per alcuni anni vennero classificate come strade regionali col decreto legislativo n. 112 del 1998 e declassate infine a strade provinciali con la Legge Regionale Piemonte 6 agosto 2007 n. 18 (BUR 9/8/2007 n. 32). Ora entrambe sono tornate ad essere strade statali:
| Numero | Denominazione   | Percorso | Km     |
| ------ | --------------- | --- | ------ |
|        | del Lago d'Orta | Confine con la provincia di Novara nel comune di Omegna - del Lago Maggiore a Gravellona Toce * Il rimanente tratto della strada è in provincia di Novara *Declassata a strada regionale nel 2001 e a strada provinciale nel 2008. Dal 2021 è tornata ad essere strada statale. | 10,596 |
|        | di Macugnaga    | SP 166 nel comune di Vogogna - Pecetto (Macugnaga) * Declassata a strada regionale nel 2001 e a strada provinciale nel 2008. Dal 2021 è tornata ad essere strada statale. | 30,740 |